# Wirus ze Schmallenbergu
Wirus ze Schmallenbergu (SBV) – czynnik etiologiczny powodujący chorobę zwierzęcą notowaną u przeżuwaczy. Początkowo choroba została wykryta w Belgii, Niemczech, Holandii, Francji i Wielkiej Brytanii. Występuje również w Polsce, Luksemburgu, Szwajcarii, Hiszpanii i we Włoszech.
Nazwa choroby pochodzi od miejscowości Schmallenberg, w pobliżu której po raz pierwszy wykryto tego wirusa. 

## Systematyka
Rodzina: Bunyaviridae
- Rodzaj: Orthobunyavirus
  - Gatunek: wirus Schmallenberg

Wirus ten znajduje się w grupie serologicznej Simbu, w której znajdują się również wirusy Aino, Akabane i Shamonda.

## Chorobotwórczość
Uważa się, że w wielu rejonach świata może występować endemicznie.

### Wektory
Należy do chorób, które są przenoszone przez muszki, komary i kleszcze. 

### Objawy chorobowe
Infekcja rozpoczyna się z krótką, łagodną lub umiarkowaną, chorobą, objawiającą się spadkiem produkcji mleka, gorączką i biegunką oraz pogorszeniem kondycji u dorosłych krów oraz poronieniami i wadami rozwojowymi u noworodków bydła, owiec i kóz. U owiec dorosłych objawy rzadko są obserwowane.

### Diagnostyka
Diagnostykę wykonuje się w oparciu o występujące objawy kliniczne. 
Do badań laboratoryjnych wysyła się, a materiał taki bada się metodami molekularnymi (RT-PCR) oraz badaniami serologicznymi (test ELISA, odczyn seroneutralizacji i immunofluorescencji pośredniej).

### Leczenie
Obecnie brak jest metod swoistego leczenia.

### Zapobieganie
Ważnym aspektem zapobiegania wystąpienia choroby jest stosowanie środków owadobójczych.
Wirus jest wrażliwy na powszechnie stosowane przeciwwirusowe środki odkażające.
Od 2015 roku została dopuszczona szczepionka Zulvac SBV na terenie całej Unii Europejskiej.

### Zwalczanie
Europejskie Centrum ds. Zapobiegania i Kontroli Chorób określiło prawdopodobieństwo zagrożenia dla zdrowia publicznego jako niskie. Wirus nie znajduje się na liście chorób OIE oraz nie podlega zgłaszaniu wystąpienia do Inspekcji Weterynaryjnej na terenie Unii Europejskiej.